# Margherita Leijonhufvud
Margherita Eriksdotter Leijonhufvud (Närke, 1º gennaio 1516 – Tynnelsö, 26 agosto 1551) è stata una regina svedese.

## Biografia
Appartenne ad una delle famiglie nobili più potenti della Svezia. Era figlia di Erik Abrahamsson Leijonhufvud, morto durante il Bagno di sangue di Stoccolma, e di Ebba Eriksdotter Vasa, parente del re.
Si sa ben poco della sua vita prima del suo matrimonio. Suo padre fu giustiziato quando aveva quattro anni, durante i quali si nascose con sua madre e i suoi fratelli nel Monastero di Västerås. Ha trascorso la sua infanzia principalmente a Lo Castle in Västergötland e Ekeberg a Närke. A quel tempo, l'ideale educativo contemporaneo per una nobildonna svedese comprendeva la lettura, scrittura, economia e matematica. Doveva imparare come gestire una grande tenuta e le proprietà terriere ed svolgere i doveri del suo futuro marito in sua assenza, oltre ad avere conoscenza almeno della lingua tedesca, ad eccezione dello svedese, e di espellere se stessa con umiltà ma anche con dignità leggendo letteratura religiosa. Infine, era consuetudine che una ragazza della nobiltà passasse un po' di tempo in un convento per completare la sua istruzione, e Margherita avrebbe probabilmente ricevuto questa educazione consuetudinaria.
Anche se non c'è una conferma esplicita di ciò, è considerato molto probabile che Margherita abbia servito come dama d'onore alla regina, Caterina di Sassonia-Lauenburg. Sua sorella Brita sposò il cortigiano favorito del re, Gustav Olofsson Stenbock, alla presenza della coppia reale poco dopo, e anche se nessuna lista delle dame della regina Caterina è sopravvissuta, la posizione sociale, le connessioni, l'età e le abitudini contemporanee di Margherita rendono estremamente probabile che lei abbia completata educazione servendo la regina, come era consuetudine per le ragazze della sua posizione in quel momento.

## Matrimonio
Nel 1535, il re si ritrovò vedovo e con un solo figlio legittimo ed erede. Fu ritenuto necessario un nuovo matrimonio, e la sua decisione di scegliere una moglie tra la nobiltà è stata spiegata dal bisogno di assicurare il sostegno interiore e tra la nobiltà per il suo governo, e a causa delle difficoltà politiche e religiose.
Margherita era già promessa in sposa ad un altro pretendente, Svante Sture, quando Gustavo I di Svezia decise di sposarla: il fidanzamento venne rotto per amore del re e il fidanzato sposò la sorella di Margherita, Martha Leijonhufvud.
Le nozze vennero celebrate a Stoccolma il 1º ottobre 1536 nella Cattedrale di Uppsala e fu incoronata regina il giorno dopo. Al suo matrimonio, i suoi fratelli furono nominati cavalieri, così come suo cognato, iniziando quello che fu definito il periodo dei Kungafränderna ("I parenti del re"), in cui i suoi parenti ricevettero importanti incarichi, ottenendo posizioni e influenza a corte come alleati più stretti del re, sposati con i parenti del sovrano e spesso presenti alle cerimonie ufficiali. Durante i primi anni del loro matrimonio, la madre di Margherita, Ebba giocò un ruolo dominante nella corte reale, e si dice che anche il re non osava opporsi a sua suocera.
Diede al marito figli:
- Giovanni (20 dicembre 1537-17 novembre 1592);
- Caterina (6 giugno 1539-21 dicembre 1610);
- Cecilia (6 novembre 1540]-27 gennaio 1627);
- Magnus (25 luglio 1542-26 giugno 1595), duca di Östergötland;
- Carlo (nato e morto nel 1544);
- Anna Maria (19 giugno 1545-30 marzo 1610);
- Sten (1546-1547);
- Sofia (29 ottobre 1547-17 marzo 1611);
- Elisabetta (5 aprile 1549-20 novembre 1597);
- Carlo (4 ottobre 1550-30 ottobre 1611).

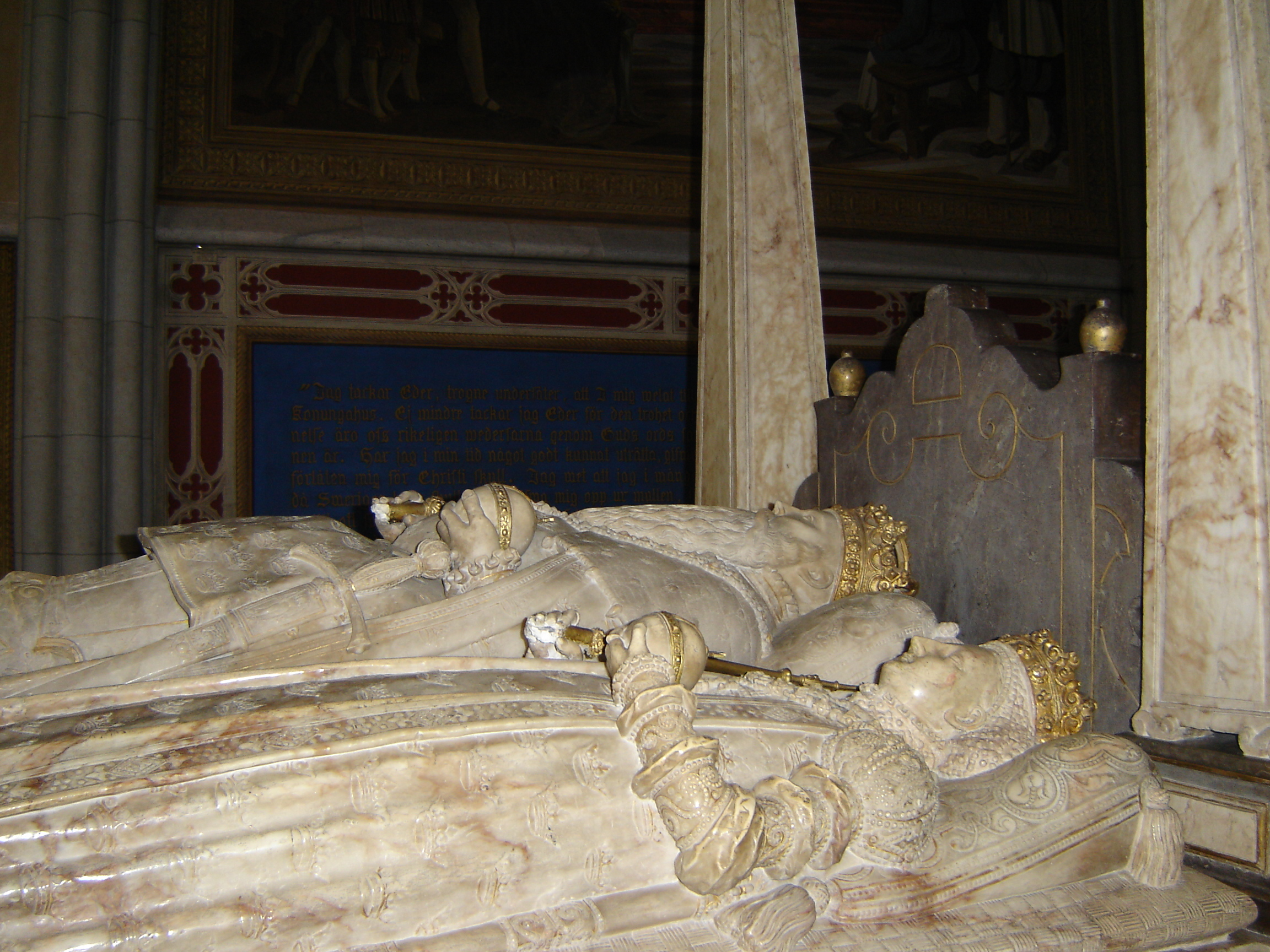
Tomba di Margherita Leijonhufvud e Gustavo I di Svezia.

### Regina consorte
Margherita è stata descritta molto bene sia nei documenti contemporanei che nella storia, e indicata come intelligente e bella; viene descritta come una moglie fedele che non ha mai abusato della sua influenza, come genitore responsabile, abile manager della corte reale e della famiglia, e come una filantropa compassionevole dei poveri e dei bisognosi. Il matrimonio è stato descritto come felice, e non si sa se il re le fosse mai stato infedele.
Rimase molto unita alla sua famiglia per tutta la sua vita, che è stata molto avvantaggiata dal suo matrimonio reale, e spesso l'ha usata con successo come mediatrice per i benefici del re. Molti dei suoi parenti uomini ricevettero uffici dal re, e le sue sorelle beneficiarono dei favori concessi alle loro consorti: il marito di sua sorella Anna divenne il più grande proprietario terriero dell'Ostergötland e il marito di sua sorella Brita l'equivalente in Västergötland, mentre la sua vedova la madre e la nonna materna Anna Karlsdotter ottennero proprietà terriere e il diritto al reddito delle tasse personali dai loro contadini. A livello personale, Margherita sembra essere stata più vicina a sua sorella Marta, che è più frequentemente menzionata nella sua corrispondenza, indirizzata come "La mia sorella carissima del mio cuore" e che più spesso di altri membri della famiglia le ha chiesto con successo mediazione con il re per conto suo, di suo marito e dei figli.
Come regina, le fu affidata la responsabilità della famiglia reale e in quanto tale il diritto di nominare artigiani e commercianti con il mandato di nomina reale. I membri della famiglia reale sono conosciuti solo in modo frammentario durante il suo mandato, ma ha ospitato un gran numero di dame d'onore, che sono state successivamente sposate con i cortigiani del re per bilanciare attentamente il potere tra le famiglie nobili del regno. Uno dei più famosi di questi matrimoni è quello della grande ereditiera Ebba Lilliehöök. Tra i membri più importanti del suo entourage c'era Birgitta Lass Andersson, un'amica e confidente fidata con conoscenze mediche, a cui furono affidati molti dei suoi affari privati e che videro anche alla salute di se stessa, di sua sorella Marta e dei figli.
Di religione cattolica, Margherita non esercitò mai la sua influenza presso il marito, neanche quando questi confiscò i beni dei conventi.
Margherita aveva la capacità di tenere sotto controllo il temperamento del marito e aveva un'influenza calmante su di lui. Riuscì a ottenere riduzioni delle pene che aveva inflitto, e gli consigliò di mostrare pietà e clemenza, il che la rese popolare.
Margherita poteva tuttavia anche aiutare il popolo senza coinvolgere il re. Sono stati documentati diversi casi in cui aiutava la gente a comprare fondi dalla sua fortuna personale, li aiutava contattando le persone e le autorità giuste in un procedimento giudiziario o in una controversia legale, e quando le corti giudiziarie. Nell'ottobre del 1547, ad esempio, una donna di nome Anna, recentemente vedova di Peder Mattsson, fu accusata di adulterio (al momento un reato legale) con il suo amante Rasmus Jute da un uomo di nome Simon; invece di partecipare al processo, tuttavia, Anna entrò nel palazzo reale in segreto e si appellò personalmente alla regina, dopo la quale Anna è stata risparmiata per un processo e poté risposarsi con il suo amante. In modo simile, interruppe il processo in corso contro Karin Åsmundz e la lasciò libera. Quando il re arrestò lo statista Conrad von Pyhy, la regina mandò sua moglie Anna von Pyhy e le diede i soldi in modo che potesse tornare dai suoi parenti in Germania prima che potesse essere in pericolo a causa dell'arresto del marito.
Alla fine il re assegnò a Margherita incarichi e responsabilità politiche. Ha affidato a lei compiti come la supervisione dei governatori delle proprietà reali e dei detentori del potere come ufficiali giudiziari o proprietari terrieri, al fine di prevenire l'abuso di potere che altrimenti avrebbe potuto generare disordini politici e ribellioni. Nel 1543, le chiese di inviare spie a Södermanland per indagare se esistesse qualche verità nei rumorosi piani di ribellione lì e, in tal caso, perché i contadini erano scontenti. Le fu affidati incarichi nell'ambito della politica estera: quando suo fratello Sten fu inviato come ambasciatore presso la corte reale francese nel 1542 per negoziare un'alleanza franco-svedese, Margherita ebbe il compito di eseguire una corrispondenza diplomatica con la sorella influente del re francese Margherita d'Angoulême in latino, e partecipò anche al primo trattato di Brömsebro (1541). Nel 1542, il re diede istruzioni ai governatori dei castelli reali di Läckö, Stegeborg, Gripsholm e Stoccolma per tenerli per Margherita in suo nome fino a quando suo figlio diventasse maggiorenne, se dovesse morire mentre il suo erede era ancora un bambino, che in effetti le diede il controllo del regno. Nel suo ordine di successione emesso a Västerås nel 1544, dichiarò che se dovesse morire quando il suo successore era ancora un bambino, Margherita sarebbe diventata reggente con rappresentanti della nobiltà fino alla maggiore età del figlio.

## Morte
A causa delle ripetute gravidanze, la sua salute peggiorò. Nell'agosto del 1551 lei e i suoi figli fecero un'escursione in barca a Mälaren e al loro ritorno si ammalò di polmonite. Secondo la cronaca di Aegidius Girs, il re la ringraziò sul suo letto di morte e ha chiesto ai suoi figli di non litigare. Quando morì venne profondamente pianta dal re. La tradizione dice che alla sua morte c'è stata un'eclissi. Morì nel castello di Tynnelsö.